# Araeoncus martinae
Araeoncus martinae là một loài nhện trong họ Linyphiidae.
Loài này thuộc chi Araeoncus. Araeoncus martinae được Robert Bosmans miêu tả năm 1996.